# Тітієв Оюб Салманович
Оюб Салманович Тітієв — російський правозахистник, громадський діяч, керівник грозненського представництва правозахисного центру «Меморіал».

## Біографія
Предки Оюба Тітіева — одні з перших поселенців села Курчалой в Чечні. Однак народився він в селі Лебединівка у Киргизії, куди його сім'я потрапила в результаті масової депортації чеченців в березні 1944 року. Повернувшись в Чечню, в рідний Курчалой, Тітієв, все життя займається спортом (боротьбою, важкою атлетикою), став шкільним учителем фізкультури, створив в селі дитячий спортивний клуб, з якого вийшло чимало професійних спортсменів. З 2000 року працює в «Меморіалі» і Комітеті «Громадянське сприяння», займався документацією порушень прав людини в Чечні і реалізацією гуманітарних проектів: допомогою школам в гірських районах Чечні, захистом мусульман від дискримінації в пенітенціарній системі тощо. Після вбивства Наталії Естемірової в 2009 році він очолив діяльність «Меморіалу» в Чечні.

### Нагороди
8 жовтня 2018 року Парламентська асамблея Ради Європи присудила Тітієву премію імені Вацлава Гавела в сфері захисту прав людини.

## Кримінальна справа
9 січня 2018 року Оюб Тітієв виїхав з Курчалоя в сторону села Майртуп. По дорозі його зупинили співробітники ДПС, за офіційною версією — для перевірки документів. Під час огляду автомобіля працівники поліції виявили «полімерний пакет з речовиною рослинного походження зі специфічним запахом марихуани вагою приблизно 180 грамів». Потім Тітієв був під супроводом доставлений в Курчалоєвського РВВС для медичного огляду, а пакет з речовиною відправлений на експертизу. У той же день «Меморіал» повідомив про затримання свого керівника в Чечні.
11 січня Шалінський міський суд заарештував Тітієва до 9 березня за клопотанням слідчого. Відносно правозахисника було порушено кримінальну справу за ст. 228 Кримінального кодексу (незаконне придбання, зберігання, перевезення наркотиків). Сам Тітіев провину не визнав і в заяві, направленій в управління Слідчого комітету по Чеченській республіці, звинуватив поліцейських в тому, що вони підкинули наркотики на його пасажирське сидіння при огляді машини. 12 січня захист оскаржив арешт на два місяці.
Голова ради «Меморіал» Олександр Черкасов пов'язав затримання Тітієва з його професійною діяльністю, «яка викликала несхвалення з боку чеченської влади». Голова Ради з прав людини при президенті Росії Михайло Федотов повідомив, що РПЛ ще 10 січня звернуласяся до керівництва МВС з проханням провести перевірку затримання Тітієва і взяти ситуацію на контроль.
14 січня адвокати обвинуваченого Петро Заїкін та Ілля Новіков повідомили, що Чечню через постійні погрози покинула сім'я Оюба Тітіева. Залишилися вони в Росії або виїхали за кордон, адвокати уточнювати не стали. За його словами, «під загрозою влаштувати проблеми сім'ї, поліцейські намагаються таким чином домогтися від нього [Тітіева] свідчень».
24 січня Олександр Черкасов від імені міжнародного «Меморіалу» випустив звернення до російської і міжнародної громадськості, закликавши уважно стежити за «справою Тітієва», як це було зі справою керівника карельського відділення «Меморіалу», істориком Юрієм Дмитрієвим. 28 січня Ксенія Собчак, на той момент кандидат у президенти Росії, провела одиночний пікет в Грозному біля «Пам'ятника журналістам, які загинули за свободу слова» з плакатом «Свободу Оюбу Тітієву».
1 лютого Уповноважений з прав людини Тетяна Москалькова закликала передати розслідування справи Тітіева на федеральний рівень. Аналогічну думку висловив голова Ради з прав людини при президенті Росії Михайло Федотов.
6 березня Старопромисловський районний суд продовжив арешт Тітієва до 9 травня, відмовивши кандидатам в президенти Росії Григорію Явлінському і Ксенії Собчак взяти на поруки обвинуваченого.
4 травня під час розгляду апеляції на постанову Старопромисловського суду свої пропозиції поруки представили також правозахисник Світлана Ганнушкіна і льотчик-випробувач, герой Росії Сергій Нефедов, які також були відхилені судом.
9 липня Шалінський міський суд Чечні продовжив арешт Оюбу Тітієву до 22 грудня.
Перше засідання суду відбудеться 18 липня.
Ряд провідних міжнародних правозахисних організацій (Human Rights Watch, Amnesty International, Front Line Defenders, FIDH, the World Organisation Against Torture) в спільній заяві 11 січня виступили на захист Тітієва і діяльності «Меморіалу» на Кавказі. 8 лютого Європарламент прийняв резолюцію у справі Оюба Тітієва. «Меморіал» включив Оюба Тітієва в список політв'язнів.
18 березня 2019 року Шалінський міський суд Чечні засудив Тітієва до чотирьох років позбавлення волі в колонії-поселенні. 10 червня 2019 року Шалінський міський суд умовно-достроково звільнив Тітіева з Аргунської колонії-поселення. На свободу Тітієв вийшов 21 червня 2019 року.